# 竹节树属
竹节树属（学名：Carallia）是红树科下的一个属，为乔木植物。该属共有约10种，分布于东半球热带地区。